# Bastionul Fierarilor din Brașov

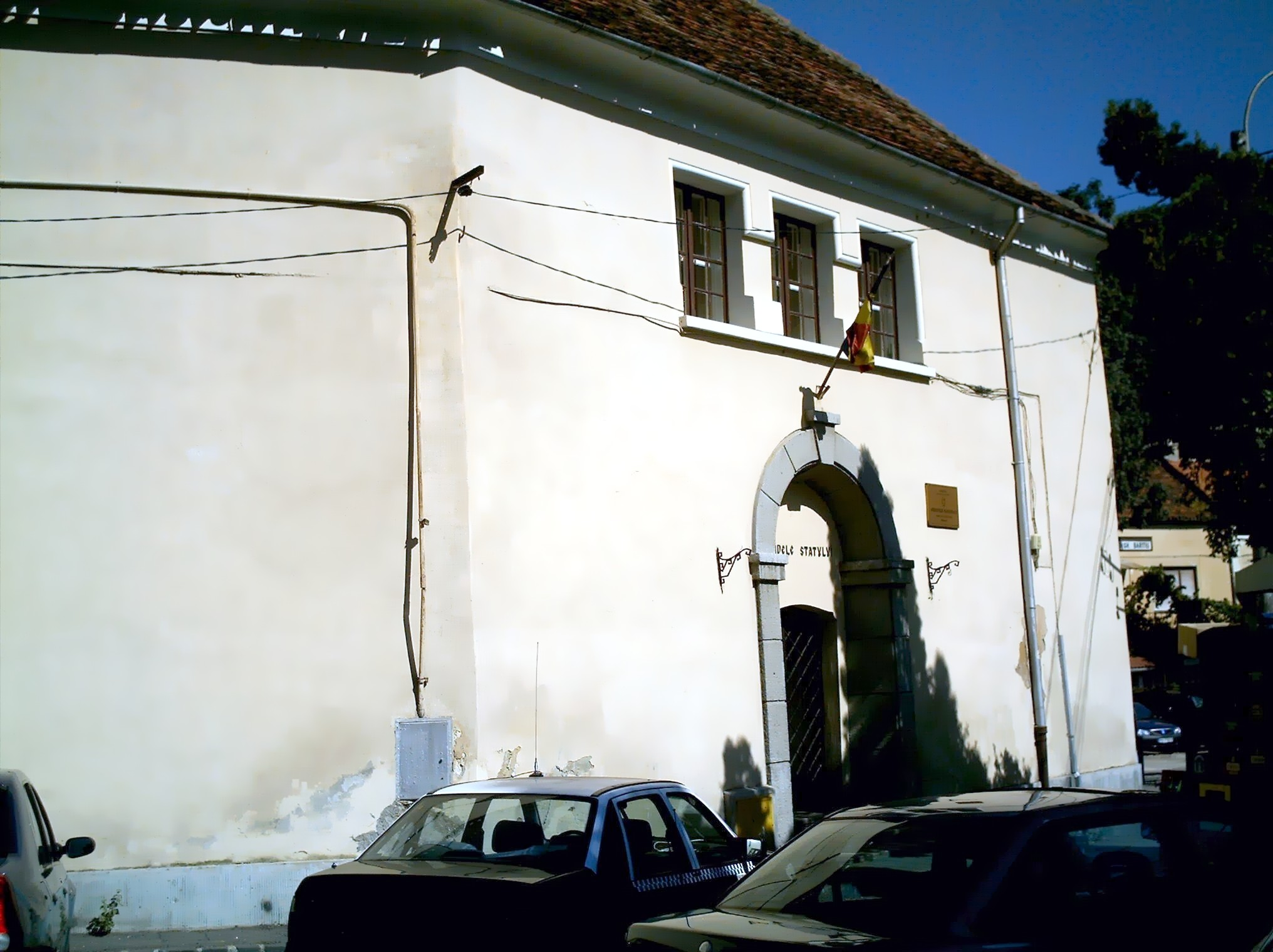
Bastionul, azi Arhivele Statului

Aflat în colțul de nord-vest al cetății Brașov, Bastionul Fierarilor exista deja la 1521. Prima atestare documentară este datată însă opt ani mai târziu, în 1529. Având formă pentagonală, bastionul este construit pe trei nivele, cu guri pentru păcură și goluri de tragere în care se puteau instala și tunuri de calibru mic (bombarde). La început, probabil că pe locul Bastionului Fierarilor se afla un turn, menționat încă din 1521, distrus de inundația din anul 1526, apoi refăcut în anul 1527, când sunt amintite pentru prima oară ruinele turnului fierarilor. Bastionul va fi extins în două rânduri, după 1526 și în 1668. Un „turn al fierarilor” este menționat în lista armamentului din anul 1562, ca aflându-se în cartierul „Catherina”, între turnurile olarilor și franzelarilor - neidentificate astăzi. La 30 iulie 1667 o altă inundație, cauzată de o ploaie torențială, a distrus fortificațiile din acest loc, iar în 1668 Bastionul Fierarilor a primit forma sa definitivă. Marele incendiu din 21 aprilie 1689 a transformat și această fortificație într-o ruină, fiind refăcut de abia după 20 de ani. În interior, bastionul avea galerii din lemn sprijinite pe console. După 1734, va fi folosit doar în scopuri non militare, precum depozit de grâne și locuință. În 1820, în locul turnului fierarilor, s-a ridicat o poartă mai mică - finisată de către meșterul constructor Joseph Jani - având stema Brașovului pe frontispiciu. Îngreunând foarte mult circulația, și această poartă a fost demolată, în 1874. Bastionul a suferit importante reparații la 1709, adăugându-i-se arcade de cărămidă. În 1923 în bastion au fost aduse Arhivele Brașovului aflate în Casa Sfatului, și rămân aici definitiv. În 1938, după ce o vreme a slujit muntelui de pietate, clădirea a fost renovată, ajungând la forma pe care o cunoaștem azi.